# Stanisław Nazalewicz
Stanisław Kazimierz Nazalewicz ps. Stan Atava (ur. 1944 we Lwowie) – polski artysta fotografik, sportowiec, dr inż. geodezji satelitarnej.

## Życiorys
Ukończył studia na Wydziale Geodezji i Kartografii na Politechnice Warszawskiej, w latach 60. XX wieku uprawiał lekkoatletykę (rzut dyskiem), był kapitanem lekkoatletycznej reprezentacji Polski juniorów. Od 1965 interesował się fotografiką, należał do grupy "Stodoła 60", a także był członkiem Związku Polskich Artystów Fotografików. W 1971 wyemigrował do Stanów Zjednoczonych, gdzie założył i prowadził firmę American Geodetic Survey Co. zajmującą się pomiarami ruchów skorupy ziemskiej. Przeprowadził m.in. pomiary geodezyjne uskoku San Andreas. Mieszkając w Nowym Jorku przez trzydzieści lat regularnie robił zdjęcia położonemu na drugim brzegu rzeki Hudson World Trade Center, który traktował jak dzieło sztuki. Po ich zniszczeniu podczas ataku terrorystycznego w 2001 zmienił miejsce zamieszkania. W 1994 na Wydziale Geodezji i Kartografii Politechniki Warszawskiej obronił pracę doktorską.

## Kariera fotograficzna

### Publikacje
- "Reflecting on Time 1980–2000 Dianne Verhmeer Abstract Painting" (2008),
- "World Trade Center 1971–2001" (2011),
- "Portret Politechniki Warszawskiej 2015" (2015).

### Wystawy indywidualne
- The Princeton University League Art Gallery (Princeton, USA, 1990),
- Galeria Krytyków POKAZ (Warszawa, 1994),
- Galeria Prezydencka (Warszawa, 2004),
- Duża Aula Politechniki Warszawskiej (Warszawa, 2012),
- PROM Kultury Saska Kępa (Warszawa, 2015).

## Nagrody
Prace Stanisława Nazalewicza były wiele razy nagradzane w prestiżowych konkursach fotograficznych m.in.: 
- I nagroda w konkursie „Stolice Świata” (1969),
- nagroda firmy Hasselblad w konkursie „USA Today” (1976),
- I nagroda w konkursie „One Day USA” (1984).